# Liederschiedt
Liederschiedt és un municipi francès, situat al departament del Mosel·la i a la regió del Gran Est. L'any 2007 tenia 129 habitants.

## Demografia

### Població
El 2007 la població de fet de Liederschiedt era de 129 persones. Hi havia 44 famílies, de les quals 16 eren unipersonals (12 homes vivint sols i 4 dones vivint soles), 12 parelles sense fills, 12 parelles amb fills i 4 famílies monoparentals amb fills.
La població ha evolucionat segons el següent gràfic:
Habitants censats

### Habitatges
El 2007 hi havia 70 habitatges, 52 eren l'habitatge principal de la família, 11 eren segones residències i 6 estaven desocupats. 66 eren cases i 3 eren apartaments. Dels 52 habitatges principals, 45 estaven ocupats pels seus propietaris, 6 estaven llogats i ocupats pels llogaters i 1 estava cedit a títol gratuït; 2 tenien dues cambres, 7 en tenien tres, 3 en tenien quatre i 40 en tenien cinc o més. 51 habitatges disposaven pel capbaix d'una plaça de pàrquing. A 23 habitatges hi havia un automòbil i a 26 n'hi havia dos o més.

### Piràmide de població
La piràmide de població per edats i sexe el 2009 era:
| Homes | Edats   | Dones |
| ----- | ------- | ----- |
| 0     | 95 o +  | 0     |
| 0     | 90 a 94 | 0     |
| 0     | 85 a 89 | 8     |
| 0     | 80 a 84 | 0     |
| 0     | 75 a 79 | 0     |
| 4     | 70 a 74 | 0     |
| 12    | 65 a 69 | 4     |
| 4     | 60 a 64 | 8     |
| 4     | 55 a 59 | 0     |
| 0     | 50 a 54 | 0     |
| 12    | 45 a 49 | 8     |
| 4     | 40 a 44 | 4     |
| 12    | 35 a 39 | 8     |
| 0     | 30 a 34 | 8     |
| 0     | 25 a 29 | 4     |
| 0     | 20 a 24 | 0     |
| 4     | 15 a 19 | 4     |
| 8     | 10 a 14 | 4     |
| 4     | 5 a 9   | 0     |
| 0     | 0 a 4   | 8     |

## Economia
El 2007 la població en edat de treballar era de 83 persones, 64 eren actives i 19 eren inactives. De les 64 persones actives 52 estaven ocupades (31 homes i 21 dones) i 12 estaven aturades (4 homes i 8 dones). De les 19 persones inactives 6 estaven jubilades, 5 estaven estudiant i 8 estaven classificades com a «altres inactius».

### Ingressos
El 2009 a Liederschiedt hi havia 53 unitats fiscals que integraven 124 persones, la mediana anual d'ingressos fiscals per persona era de 16.745,5 €.

### Activitats econòmiques
Dels 3 establiments que hi havia el 2007, 1 era d'una empresa de construcció, 1 d'una empresa de comerç i reparació d'automòbils i 1 d'una empresa d'hostatgeria i restauració.
L'únic servei als particulars que hi havia el 2009 era un restaurant.
L'any 2000 a Liederschiedt hi havia 6 explotacions agrícoles.

## Equipaments sanitaris i escolars
El 2009 hi havia una escola maternal integrada dins d'un grup escolar amb les comunes properes formant una escola dispersa.

## Poblacions més properes
El següent diagrama mostra les poblacions més properes.